# Color as beginning
color as beginning（カラー アズ ビギニング）は、1997年9月22日にリリースされたhàlの3rdシングル。CDコードはVICL-35005。

## 解説
- hàl初のマキシシングル作品となる。
- M-1は大橋伸行の、M-2はfree wheelの、M-3はCloudberry JamのJorgen WarnstromとHenrik Sundqvistのプロデュースによる。
- 初回限定パッケージ仕様と銘打たれているが、現在まで通常盤の出荷は確認されていない。
- パッケージデザインはTLGFによる。

## 収録曲
1. color as beginning
  - 作詞：hàl／作曲・編曲：大橋伸行
2. summer time
  - 作詞：hàl／作曲：Hakan Buchu／編曲：free wheel
3. I wanna tell you
  - 作詞・作曲：Jorgen Wamstrom／編曲：Jorgen Warnstrom、Henrik Sundqvist
4. color as beginning (Instrumental)
  - 作曲・編曲：大橋伸行